# تازی‌ها

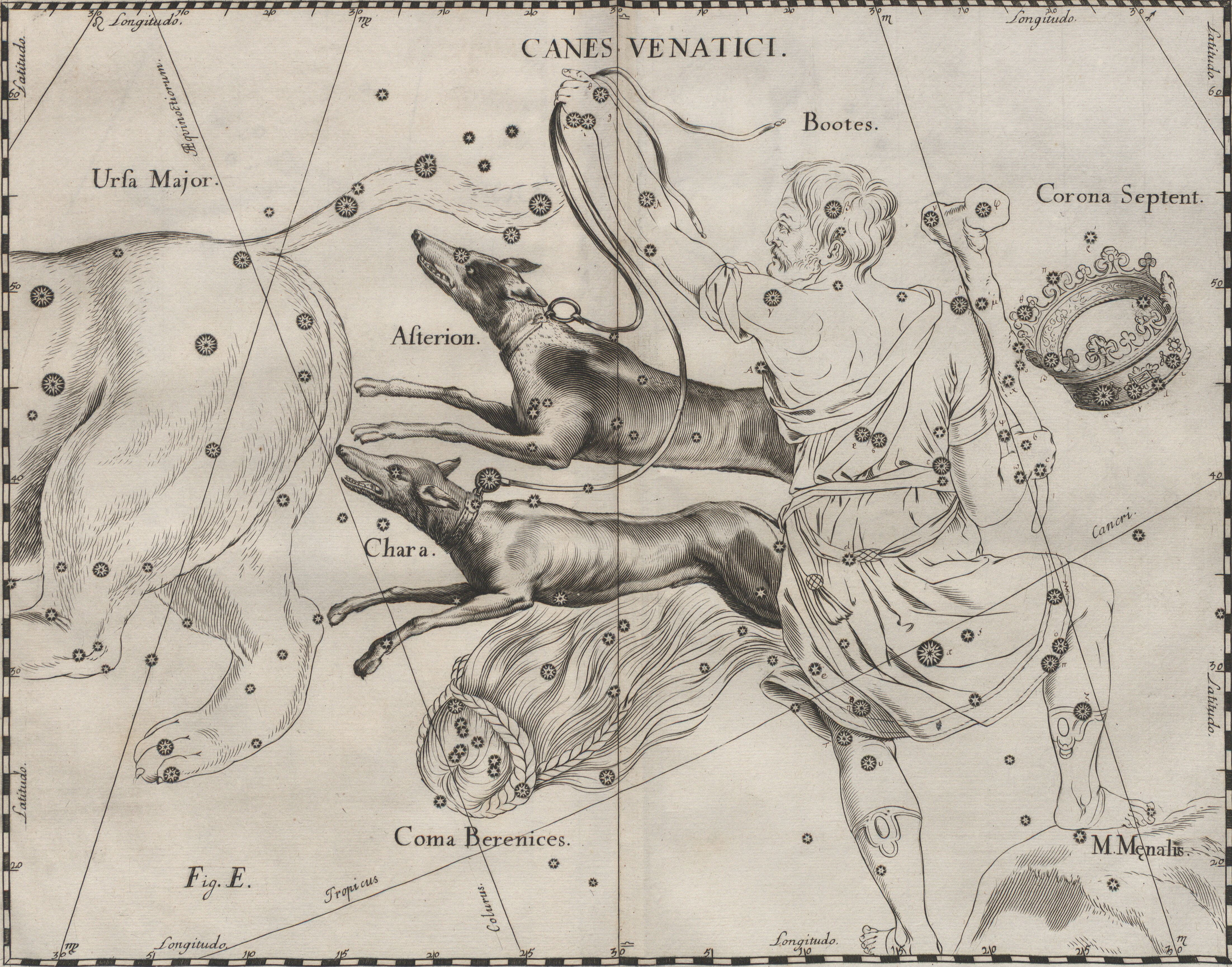
پیکر آسمانی تازی‌ها، نگاشته‌شده در یک اطلس قدیمی اروپایی.

تازی‌ها (معادل لاتین: Canes Venatici) یکی از صورت‌های فلکی است.
این صورت فلکی کوچک شمالی توسط یوهانس هولیوس در قرن هفدهم میلادی معرفی شد. نام آن در لاتین نیز به معنی سگ‌های تازی است و این صورت فلکی غالباً در تصاویر به عنوان سگ‌های گاوران (چوپان) که صورت فلکی مجاور آن است، نشان داده می‌شود.
کور کارولی با قدر ظاهری ۲٫۹، درخشان‌ترین ستاره این صورت فلکی است. لا سوپربا در این صورت فلکی یکی از سرخ‌ترین ستاره‌های چشم غیرمسلح و یکی از درخشان‌ترین ستاره‌های کربنی است. کهکشان گرداب نیز در تازی‌ها قرار دارد که یک کهکشان مارپیچی است که به صورت روبرو به ناظران روی زمین قرار دارد و اولین کهکشانی بود که ماهیت مارپیچی آن کشف شد. علاوه بر این، کوازار تی‌اوان ۶۱۸ با جرم ۶۶ میلیارد جرم خورشیدی، یکی از پرجرم‌ترین سیاه‌چاله‌ها است.

## تاریخچه

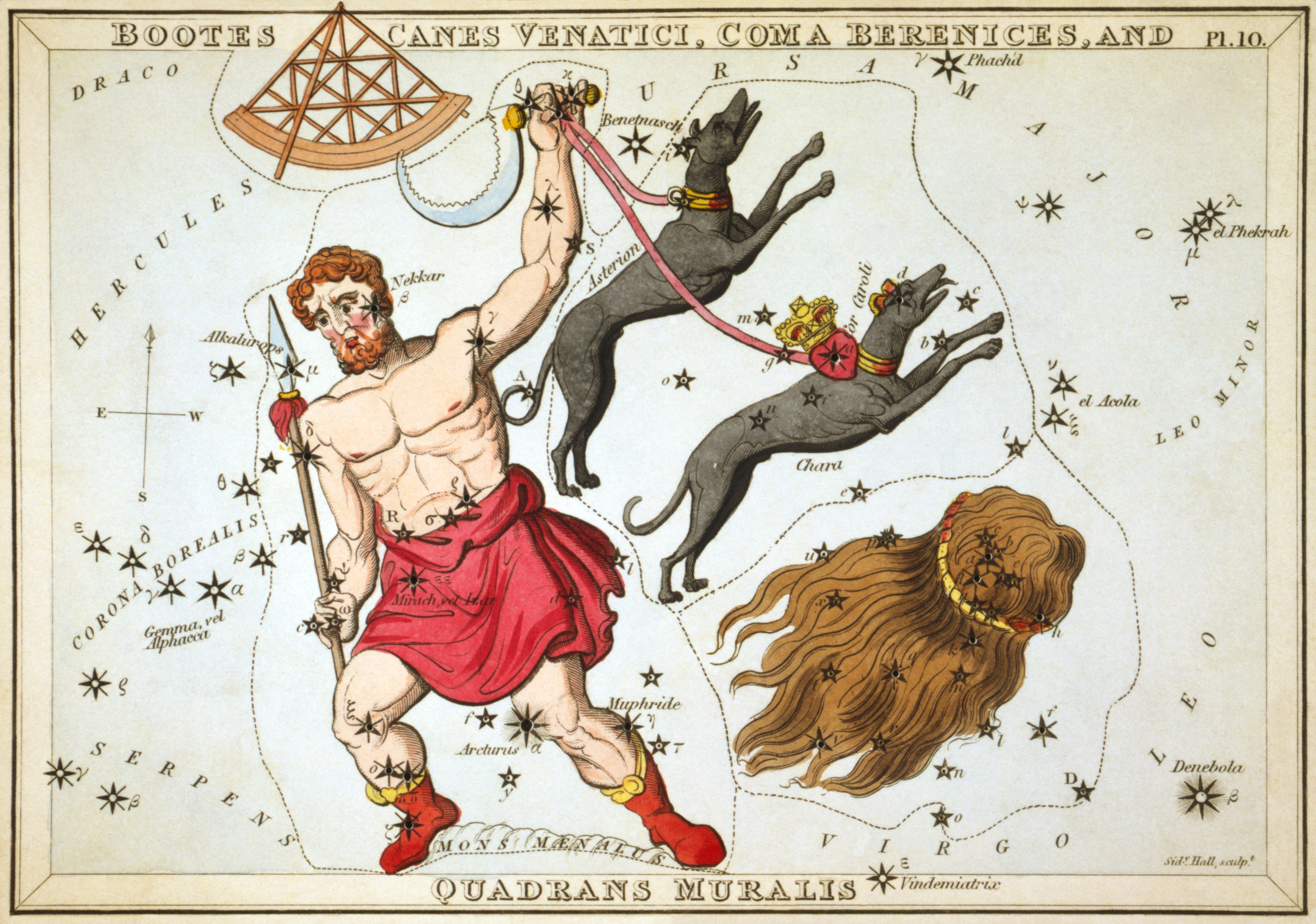
صورت فلکی تازی‌ها را می‌توان در جهت واقعی آن در این نقشه ستاره‌ای از سال ۱۸۲۵ از "Urania's Mirror" مشاهده کرد.

ستاره‌های تازی‌ها خیلی درخشان نیستند. در دوران باستان، بطلمیوس آنها را به عنوان ستاره‌های بدون شکل در زیر صورت فلکی دب اکبر در کاتالوگ ستاره‌ای خود فهرست کرد.
در سده‌های میانه، شناساندن این ستاره‌ها به عنوان سگ‌های گاوران به دلیل یک اشتباه در ترجمه پیش آمد: برخی از ستاره‌های گاوران به‌طور سنتی به عنوان گُرز (یونانی: κολλοροβος، kollorobos) گاوران نشان داده می‌شدند. هنگامی که المجسطی بطلمیوس از یونانی به زبان عربی ترجمه شد، مترجم آن، حنین بن اسحاق، واژه یونانی را نمی‌شناخت و آن را با یک کلمه مرکب عربی با تلفظ مشابه برای نوعی سلاح ترجمه کرد و نوشت «العصا ذات الکُلاب»، که به معنی «چوب‌دستی قلابدار» است.
هنگامی که متن عربی بعداً به لاتین ترجمه شد، مترجم، ژرار کرمونایی، به اشتباه «کُلاب» (به معنی قلاب) را با «کِلاب» ('سگ‌ها') اشتباه گرفت. هر دوی این کلمات در متن عربی بدون حرکات عربی به یک شکل به‌نظر می‌رسند و این باعث شد که ژرار آن را به صورت Hastile habens canes ('نیزه‌دار دارندهٔ سگ‌ها') بنویسد.
در سال ۱۵۳۳، ستاره‌شناس آلمانی پتروس آپیانوس، پیکر آسمانی گاوران را با دو سگ به تصویر کشید. این سگ‌های مشکوک در ادبیات نجومی معلق بودند تا اینکه هولیوس تصمیم گرفت در سال ۱۶۸۷ آنها را به عنوان یک صورت فلکی جداگانه در نظر بگیرد.
هولیوس نام آستریون را برای سگ شمالی و خارا را برای سگ جنوبی انتخاب کرد و آن را Canes Venatici نامید که به معنی «سگ‌های شکاری» یا همان تازی‌ها است.
نام هولیوس برای سگ شمالی، یعنی آستریون، از واژه یونانی αστέριον به معنی 'ستاره کوچک'، مصغر از αστηρ 'ستاره' یا 'ستاره‌دار' است.
- نام هولیوس برای سگ جنوبی، یعنی خارا (در انگلیسی Chara با تلفظ کِیرا)، از کلمه یونانی χαρά به معنی 'شادی' آمده‌است.

آنتونین بچوار، ستاره‌شناس چک، در فهرست ستاره‌ای خود، نام‌های «آستریون» را به β CVn و «خارا» را به α CVn اختصاص داد. اگرچه اتحادیه بین‌المللی اخترشناسی در سال ۱۹۳۰ چندین صورت فلکی از قرون وسطی و رنسانس را حذف کرد، تازی‌ها باقی ماندند و به یکی از ۸۸ صورت فلکی تبدیل شدند.

## همسایگان و مرزها
تازی‌ها با خرس بزرگ در شمال و غرب، گیسو در جنوب و گاوران در شرق هم‌مرز است. مخفف سه حرفی این صورت فلکی که توسط اتحادیه بین‌المللی اخترشناسی در سال ۱۹۲۲ به تصویب رسید، "CVn" است.
مرزهای رسمی صورت فلکی که توسط ستاره‌شناس بلژیکی، اوژن ژوزف دلپورت در سال ۱۹۳۰ تعیین شده‌است، توسط یک چندضلعی ۱۴ ضلعی تعریف می‌شود. در دستگاه مختصات استوایی، مختصات بعد این مرزها بین 12h 06.2m و 14h 07.3m و مختصات میل بین +۲۷٫۸۴° و +۵۲٫۳۶° قرار دارد.
این صورت فلکی با مساحت ۴۶۵ درجه مربع، از نظر اندازه رتبه ۳۸ را در بین ۸۸ صورت فلکی دارد.

## ستارگان مهم و اجرام عمق فضا

### ستاره‌ها
تازی‌ها حاوی ستاره‌های بسیار درخشانی نیست. در نام‌گذاری بایر، ستارگان کور کارولی و بتا تازی‌ها تنها از قدر سوم و چهارم هستند. جان فلمستید در نام‌گذاری فلمستید، ۲۵ ستاره در این صورت فلکی برچسب زد و آن‌ها را ۱ تا ۲۵ Canum Venaticorum (CVn) نامید. با این حال، مشخص شد که 1 CVn در خرس بزرگ، 13 CVn در گیسو و 22 CVn اصلاً وجود ندارد!
- کور کارولی همچنین به عنوان Cor Caroli ('قلب چارلز') شناخته می‌شود، درخشان‌ترین ستاره صورت فلکی است که توسط سر چارلز اسکاربورو به یاد چارلز یکم، پادشاه اعدام شده بریتانیا، نامگذاری شد.
- بتا تازی‌ها یا خارا، یک ستاره رشته اصلی و زردرنگ با قدر ۴٫۲۵ است که ۲۷ سال نوری از زمین فاصله دارد.[۹] نام رایج آن از کلمه شادی گرفته شده‌است.[۱۰] این ستاره به دلیل نزدیکی و شباهت آن به خورشید، ستاره جالبی از نظر اخترزیست‌شناسی به حساب می‌آید.[۱۱][۱۲] با این حال، تاکنون هیچ سیاره فراخورشیدی در اطراف آن کشف نشده‌است.[۹]
- لا سوپربا (Y Canum Venaticorum) یک ستاره متغیر نیمه‌منظم با قدر متغیر در بازه ۵ تا ۶٫۵ و با دوره تناوب ۱۶۰ روزه است. لا سوپربا یک ستاره کربنی به رنگ قرمز پررنگ است[۱۰] و طیف آن C54J(N3) است.[۱۳]
- اِی‌ام تازی‌ها (AM Canum Venaticorum)، یک ستاره بسیار آبی با قدر ۱۴، نمونه اولیه گروه خاصی از دوتایی‌های انفجاری است که در آن ستاره همراه یک کوتوله سفید است، نه یک ستاره رشته اصلی. ۱۴۳ پارسک با خورشید فاصله دارد.[۱۴]
- ستاره‌های متغیر آراس تازی‌ها این نوع ستاره‌ها که نام خود را از ستاره RS Canum Venaticorum در این صورت فلکی گرفته‌اند، نوع خاصی از ستاره‌های دوتایی هستند که هر دو ستاره از نوع فعال و از نظر نوری متغیر هستند.
- آر تازی‌ها: این ستاره یک متغیر میرا است که قدر آن در بازه ۳۲۹ روز بین ۶٫۵ و ۱۲٫۹ متغیر است.

### ابرخلاء
اَبَرخلاء یک ابرحفره کیهانی (بخشی از جهان که شامل تعداد بسیار کمی کهکشان است) در نزدیکی این صورت فلکی قرار دارد. این ابرخلاء به عنوان دومین ابرخلاء بزرگ شناخته می‌شود که تاکنون کشف شده‌است. ابرخلاء تازی‌ها کمی بزرگتر از نقطه سرد تابش زمینه کیهانی و کوچکتر از ابرخلاء KBC و ۱۲۰۰ برابر حجم ابرخلاءهای معمولی است. این ابرخلاء در سال ۱۹۸۸ در یک بررسی آسمان عمیق کشف شد. مرکز آن تقریباً ۱٫۵ میلیارد سال نوری از زمین فاصله دارد.

### اجرام اعماق فضا
صورت فلکی تازی‌ها شامل پنج جرم مسیه از جمله چهار کهکشان است. یکی از کهکشان‌های مهم‌تر در تازی‌ها کهکشان گرداب (M51, NGC 5194) و NGC 5195 است که یک کهکشان مارپیچی کوچک میله‌ای است و از روبرو دیده می‌شود. این اولین کهکشانی بود که ساختار مارپیچی آن شناخته شد، که این ساختار برای اولین بار در سال ۱۸۴۵ توسط ویلیام بارسونز کشف شد. کهکشان گرداب ۳۷ میلیون سال نوری از زمین فاصله دارد و روبرو است. به عنوان یکی از زیباترین کهکشان‌های مرئی شناخته می‌شود و دارای تعداد زیادی منطقه ستاره‌زایی و سحابی در بازوهای خود است که باعث رنگ صورتی و آبی بازوها در مقایسه با هسته زرد قدیمی می‌شود. M51 یک همراه کوچک‌تر به نام NGC 5195 دارد که مناطق ستاره‌زایی بسیار کمی دارد و بنابراین زردرنگ به نظر می‌رسد. کهکشان کوچکتر درحال عبور از پشت کهکشان بزرگتر است و ممکن است دلیل اصلی شکل‌گیری ستاره عظیم در کهکشان M51 باشد.

کهکشان گرداب، تصویربرداری شده توسط تلسکوپ فضایی هابل
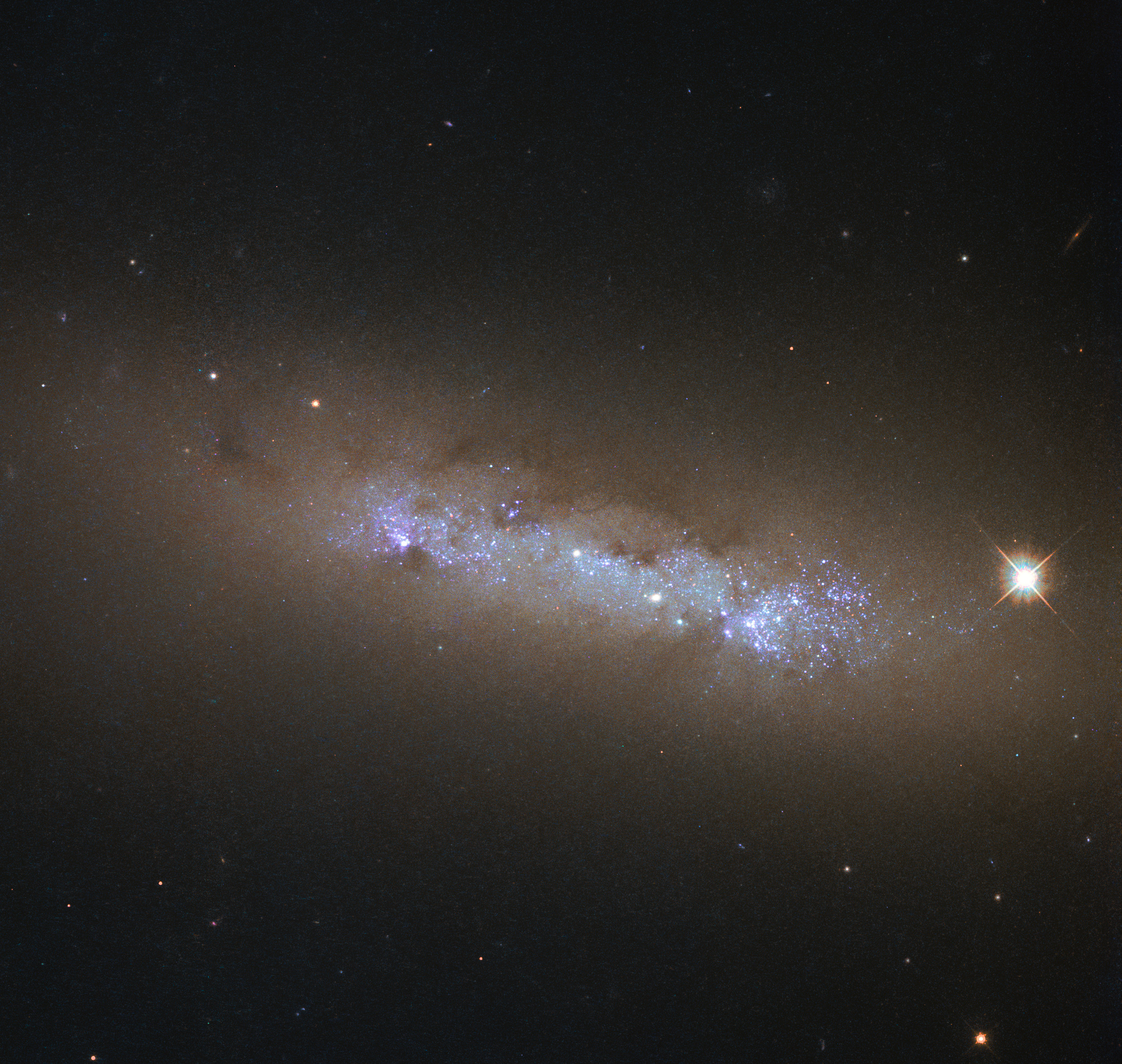
NGC 4248 در فاصله تقریبی ۲۴ میلیون سال نوری از زمین قرار دارد.
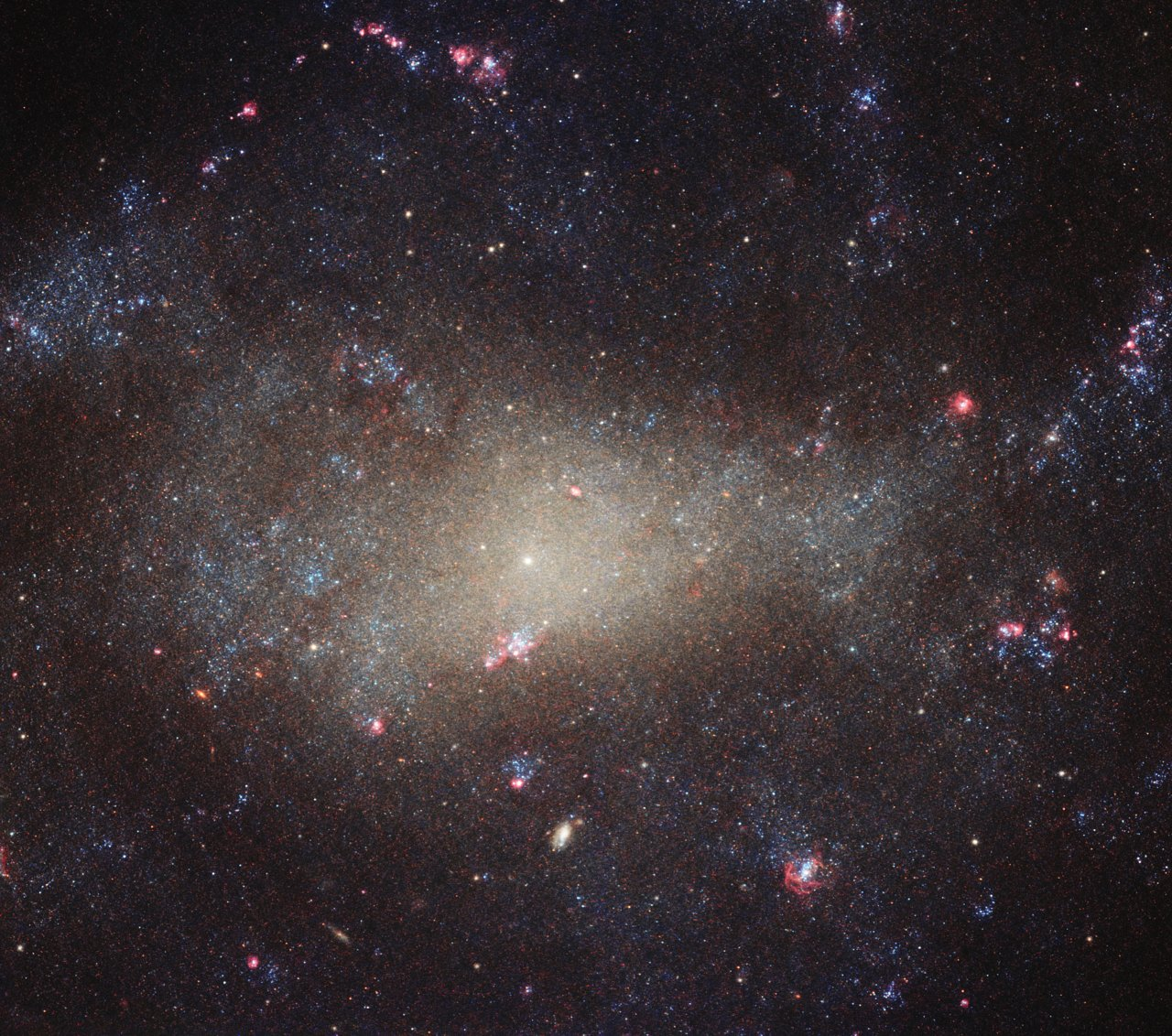
NGC 4242کهکشانی کم‌نور در صورت فلکی تازی‌هاست.
NGC 4631 ، تصویربرداری شده توسط تلسکوپ فضایی هابل
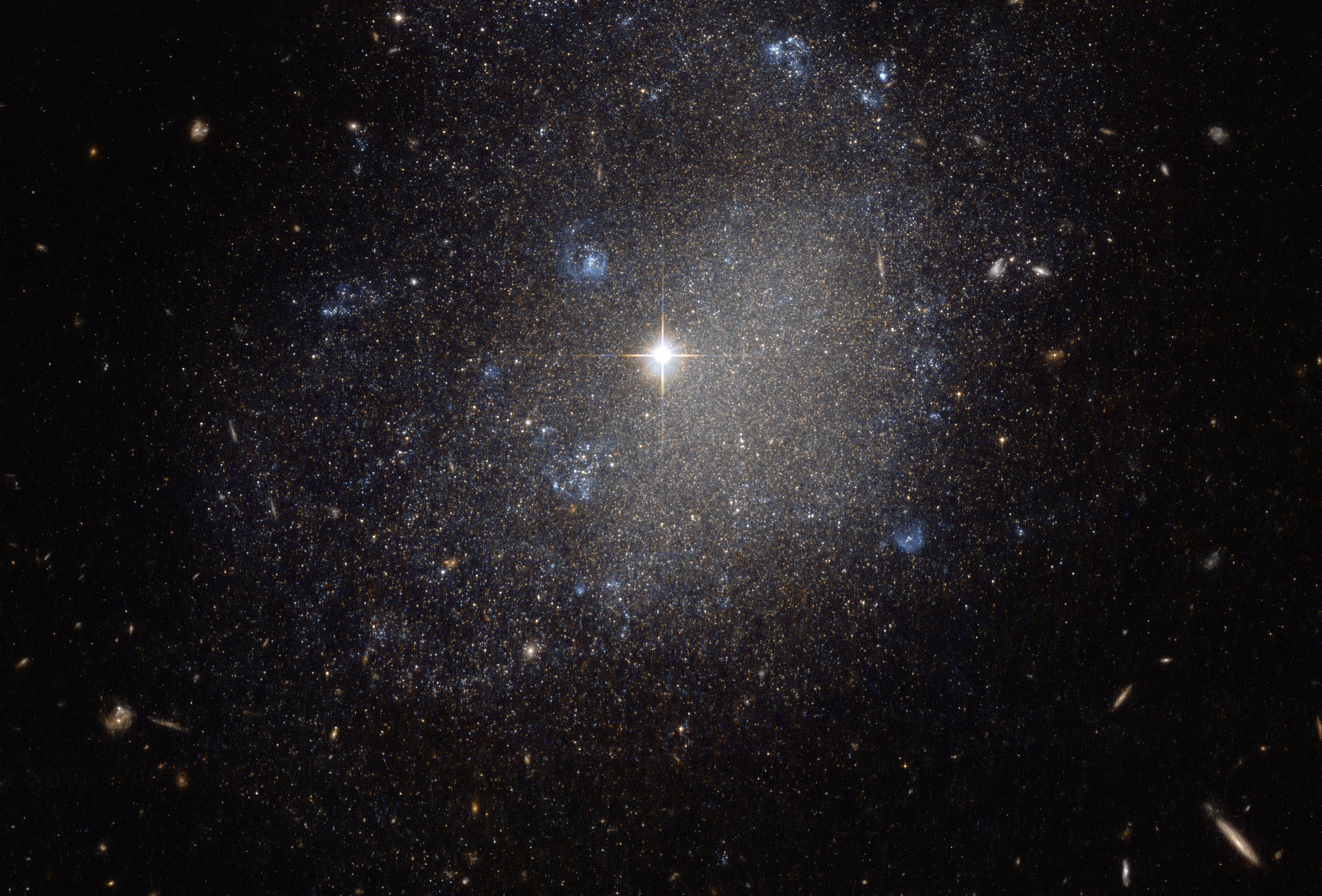
NGC 4707 یک کهکشان مارپیچی تقریباً در فاصله ۲۲ میلیون سال نوری از زمین است.

دیگر کهکشان‌های مارپیچی قابل توجه در تازی‌ها کهکشان آفتابگردان (M63, NGC 5055)، مسیه 94 (NGC 4736) و مسیه 106 (NGC 4258)هستند.
- کهکشان آفتابگردان ظاهرش باعث نامگذاری آن توسط اخترشناسان آماتور شده‌است. این کهکشان مارپیچی با قدر ترکیبی ۹ است.
- NGC4631 یک کهکشان مارپیچی میله‌ای است که یکی از بزرگ‌ترین و درخشان‌ترین کهکشان‌های لبه‌دار در آسمان است.
- مسیه ۳ یک خوشه ستاره‌ای کروی در ۳۲۰۰۰ سال نوری از زمین است. قطر آن ۱۸ دقیقه قوسی است و با قدر ۶٫۳ به قدر کافی درخشان است که با دوربین دوچشمی دیده شود. حتی در آسمان تار با چشم غیرمسلح نیز قابل مشاهده است.
- مسیه ۹۴ که همچنین با نام NGC 4736 فهرست‌بندی شده‌است، یک کهکشان مارپیچی رو به رو در فاصله ۱۵ میلیون سال نوری از زمین است. این کهکشان دارای بازوهای مارپیچی بسیار تنگ و هسته درخشان است. حومه این کهکشان به دلیل حلقه‌ای از ستارگان جدید به قطر ۷۰۰۰ سال نوری که هسته را احاطه کرده‌اند در طیف فرابنفش فوق‌العاده درخشان است. اگرچه ستاره‌شناسان مطمئن نیستند که چه چیزی باعث این حلقه از ستارگان جدید شده‌است، برخی این فرضیه را مطرح می‌کنند که ناشی از امواج ضربه‌ای است که توسط یک کهکشان مارپیچی میله‌ای ایجاد شده، که البته تاکنون نامرئی است.[۱۵]
- تی‌اوان ۶۱۸ یک اختروش و فروزنده در این صورت فلکی و نزدیک به مرز آن با صورت فلکی همسایه، گیسو است. این اختروش دارای یک سیاه‌چاله با جرم ۶۶ میلیارد برابر خورشید است که آن را به یکی از پرجرم‌ترین سیاه‌چاله‌های فهرست پرجرم‌ترین سیاه‌چاله‌ها بدل کرده‌است. همچنین یک گوی لیمن آلفا نیز در این صورت فلکی وجود دارد.